# Металлургический процесс
Металлургический процесс — совокупность методов (технологических процессов) добычи и производства металла.
Металлургический процесс подразделяется по способу производства:
- Металлургический процесс производства чёрных металлов — Чёрная металлургия;
- Металлургический процесс производства цветных металлов — Цветная металлургия;

Металлургические процессы подразделяются на три основных категории:
- Гидрометаллургические — протекают в водных растворах при температуре до 300 градусов (выщелачивание, цементация);
- Пирометаллургические — протекают при температурах более 300 градусов (плавка, отжиг);
- Электрометаллургические — протекают в водных растворах или расплавах с протеканием электрического тока соответственно через раствор или расплав, при этом на катоде восстанавливается более чистый металл, чем используемый при изготовлении анода.

Основная цель металлургических процессов — получение металлов без примесей (более высокой чистоты).
Примеры металлургических техпроцессов: 
- Пудлингование
- Прокат

## Обогащение руды
В широком смысле к металлургическим процессам можно отнести всю цепочку преобразований от руды до товарного слитка металла (см. Горно-металлургический комбинат):
1. Добыча руды: шахтным (закрытым) или карьерным (открытым) способом.
2. Дробление руды.
3. Измельчение руды.
4. Обогащение руды (гравитационным, флотационным или электромагнитным способом).
5. Металлургическая переработка концентрата.
6. Рафинирование металла (для благородных металлов — аффинаж).

## Публикации
- Рейтер Л. Г., Басов В. П. Химия для металлургов. Теоретические разделы. Киев, 1992.[1]
- Рейтер Л. Г. Химия для металлургов Свойства важнейших элементов. Киев, 1995.[2]